# Stratovarius
Stratovarius es una banda finlandesa de power metal melódico con elementos de música clásica, fundado en 1984 en Helsinki por Tuomo Lassila, John Vihervä y Staffan Stråhlman bajo el nombre Black Water. A partir de 1986 se le ha conocido como Stratovarius (término inventado por Lassila que fusiona dos instrumentos musicales: Stradivarius, instrumentos de cuerda (como los violines) altamente apreciados por los músicos; y Stratocaster, (modelo de guitarra eléctrica de la marca Fender). Stratovarius es una de las pioneras del power metal y el metal sinfónico.
Actualmente, la banda no cuenta con ningún miembro original, pero el miembro más antiguo es su vocalista, Timo Kotipelto, seguido por el teclista Jens Johansson.

## Historia

### El inicio
En 1984, Staffan Stråhlman, John Vihervä y Tuomo Lassila formaron su primera banda, llamada Black Water, que, posteriormente, en 1985, renombrarían como Stratovarius.
Después de un año tocando y de haber sacado dos demos, Stråhlman decidió dejar la banda. Entonces, Tuomo Lassila buscó a un guitarrista que se encargara también de la voz. Tras varias audiciones encontraron a Timo Tolkki, un joven finlandés proveniente de Nurmijärvi que había tocado en una banda llamada Road Block.
Con Timo Tolkki en la guitarra y en la voz, Tuomo Lassila buscó un teclista de origen finlandés para completar la banda, uniéndose así Antti Ikonen. Tras recorrer algunas discográficas de Finlandia firmaron con CBS Finland.

Flor de lis, Símbolo de la banda.

En 1987, John Vihervä abandonó el grupo y fue reemplazado por Jyrki Lentonen. En 1988 lanzaron sus dos primeros sencillos, «Future Shock» y «Black Night». En 1989 publicaron su primer álbum, titulado Fright Night, al que acompañaron de una pequeña gira por Europa en la que visitaron países como Dinamarca, Rusia y Noruega.
Tras unos problemas con Jyrki Lentonen, este dejó la banda y su puesto en el bajo fue ocupado por Jari Beakman. En 1991, por conflictos con CBS Finland, firmaron con una discográfica poco conocida llamada Bluelight Records para editar su segundo disco, un álbum titulado Stratovarius II, del que apenas saldrían 1000 copias a la venta.

### La fama
Tras haber lanzado el álbum Stratovarius II, poco tiempo después, se haría una nueva versión de él ya que el dueño de la discográfica alemana Noise Records quedó sorprendido de que tan buen álbum no fuera tomado en cuenta. De esta manera se les dio una nueva oportunidad, para esta vez, lanzarlo internacionalmente. Así, en 1992, regrabaron el álbum, renombrándolo como Twilight Time. Fue lanzado en toda Europa y algunos países de Asia y además en ese año también editaron la canción Break The Ice.
Después de haber lanzado el álbum, tendrían un impresionante número de ventas en Japón, donde superarían a grupos importantes, como X Japan, Deep Purple y Black Sabbath. Esto, los sorprendió, con lo cual, planearon su primera gira internacional, visitando algunos países de Europa y Asia.
Después de la fama conseguida con Twilight Time, sale de la banda Jari Behm quien tuvo poca participación en el grupo a pesar de haber permanecido dos años en ella, entonces la banda decide no descansar y contratan a Jari Kainulainen que reemplaza a Jari Behm en el bajo y lanzan su próximo álbum que sería titulado Dreamspace. Colocan a la venta dos demos y liberaron la canción Wings Of Tomorrow. Este álbum obtuvo mayor cantidad de ventas que sus dos álbumes anteriores y es el primero en que participa el joven Jari Kainulainen con la banda; ya después de esto la banda saldría nuevamente de gira y, además, el álbum superaría el número de ventas de su anterior obra. Por otra parte Tolkki logra su sueño de lanzar un álbum como solista titulado Classical Variations And Themes en el mismo año que fue lanzado el Dreamspace.

### Timo Kotipelto a las voces
Después de haber lanzado el álbum Dreamspace y de tocar en el Giants of Rock Timo Tolkki decide dejar las voces para dedicarse exclusivamente a la guitarra ya que no se veía con futuro como cantante. Entonces decide hacer una audición donde buscaba un cantante que pudiese alcanzar tonos muy altos.
El elegido fue Timo Kotipelto, un joven finlandés que venía de cantar en su antigua banda Filthy Asses. Según la leyenda dice que Kotipelto escuchó su primer álbum Fright Night diciendo que buena banda, después de algunos ensayos Tolkki sorprendido por la voz del joven fue elegido para el siguiente álbum.
En 1995 la banda decidió lanzar otro álbum titulado Fourth Dimension con un sonido muy diferente al anterior y la voz de Kotipelto que se convertiría en un sello personal en el estilo del grupo. El disco salió a la venta en marzo de 1995 el cual fue muy bien recibido por el público, logrando fama mundial grabando el vídeo Against The Wind. En este álbum se nota un nuevo rumbo musical de la banda optando por sonidos de música clásica combinados con heavy metal.
Fourth Dimension superó el número de ventas de Twilight Time y Dreamspace. Siguió una gira internacional por varios países de Europa y en Japón. La banda lanzó a la venta su primer álbum en vivo titulado Live In Three Dimensions, el álbum salió a la venta solamente en Japón y fueron lanzadas muy pocas copias. Y un segundo álbum en vivo Twilight In The East (Live in Osaka W'Ohol) salió a fines del mismo año. Además se graba el DVD titulado "Live In Germany"
que salió a la venta 4 meses después de los álbumes en vivo.
Después de terminar la gira de la banda, Timo Tolkki le dijo a Tuomo Lassila y Antti Ikonen que quería hacer una música más rápida y potente que la que actualmente estaban haciendo, entonces Lassila y Ikonen deciden salir de la banda porque ya no se sentían dispuestos a continuar con el legado que Tolkki quería imponer.
Con Tuomo Lassila y Antti Ikonen fuera de la banda, Tolkki se emprende en busca de un nuevo teclista y un nuevo batería, que en una charla con Timo Kotipelto y Jari Kainulainen, deciden buscar los nuevos miembros de Stratovarius fuera de Finlandia.

### Nuevos miembros y la fama mundial
En 1996 los nuevos miembros serían Jörg Michael y Jens Johansson que ya eran unos músicos consolidados, por su parte Jörg Michael venía de la famosa banda Rage, en ese momento de igual manera, Jens Johansson era un músico que gozaba de fama internacional y que en aquel entonces residía en Estados Unidos donde fue pretendido por la joven banda Dream Theater quienes querían optar de sus servicios.
Con Jörg Michael, un extraordinario baterista, Jens Johansson reconocido como uno de los teclistas más rápidos del mundo, Timo Tolkki un excelente guitarrista y Timo Kotipelto, con una calidad vocal excelente, deciden sacar lo que sería su nuevo álbum Episode. Este disco contó con el apoyo de una orquesta, posee un sonido melódico, dramático y sinfónico, con canciones mucho más potentes y veloces que en sus anteriores álbumes. El álbum obtuvo muy buenas críticas y alcanzó el Top 40 en Finlandia y el Top 10 de Japón. De este álbum destacan "Eternity", "Speed of Light", Father Time, la balada "Forever" y "Will The Sun Rise?". La banda viaja a Japón donde graba su tercer álbum en vivo Episode In The East.
En 1997 la banda lanza su sexto álbum de estudio titulado como Visions. Este disco contaría con las famosas canciones The Kiss of Judas y Black Diamond que serían muy referentes en este estilo musical en el futuro. El álbum alcanzó su primer disco de oro. Los 10 minutos de la canción Visions hicieron que fuera la más larga desde sus inicios 1985 hasta aquel 1997. El álbum logró estar en la posición número #4 en Finlandia manteniéndose por 24 semanas en el Top 40 y ser el más vendido en ese año. La banda aprovechó para realizar una extensa gira que abarcó Europa, Japón y Sudamérica por primera vez, brindándonos grandiosos temas como Kiss of Judas, Legions of the Twilight, Forever Free, la épica Visions y su tema más emblemático, Black Diamond. Además de lanzar al mercado su primer álbum compilado titulado The Past And Now. En abril se lanzó un doble disco en vivo titulado "Visions in Brazil" más el DVD titulado "Live In Rio". 
En 1998 la banda lanza dos álbumes en vivo titulados "Live In Jyrki" y en DVD que fue lanzado a principios del año y Visions of Europe que sería grabado en Italia y Grecia publicados en año casi a fines del 1998. Además, a fines de octubre se lanzó el nuevo álbum titulado Destiny más épico y sinfónico que el anterior en ese mismo año que trajo consigo muy buenas críticas, además de ser el álbum más vendido en ese año en Finlandia alcanzaría la posición número 1 y su canción S.O.S entraría en la posición número 2 en Finlandia, dándole su segundo disco de oro y consigo una gira mundial que los llevaría por primera vez a visitar América del Sur, visitando países como Brasil, Argentina y Chile. También obtuvieron el trofeo "Emma" de la industria fonográfica finlandesa por ser una "banda de exportación. Destiny fue su segunda canción más larga con 10 minutos al igual que la canción visions. Esta vez la canción Destiny fue más famosa y dio mucho éxito en las ventas compuesta por un coro grande y metal melódico sinfónico.
En 1999 lanzan su segundo álbum compilado titulado The Chosen Ones alcanzando la posición número #7 en Finlandia, un mes después de lanzar el álbum compilado se lanzó el séptimo álbum en vivo "Live In Tavastia Helsinki" más el DVD. Luego llegaron los premios y Kotipelto se llevó el segundo premio al mejor vocalista; Timo Tolkki, al mejor compositor; Jens Johansson, como el Mejor Músico extranjero.
Además de lanzar antes a fines del año su octavo álbum en vivo Visions Of Destiny.

### Infinite y nuevos proyectos

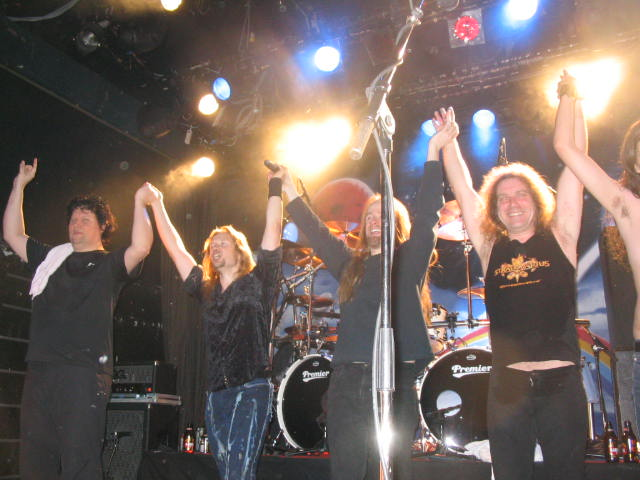
Stratovarius en 2006

Ya después de haber sacado a la venta el exitoso álbum Destiny. En el año 2000 saldría a la venta el álbum Infinite que recibiría buenas críticas, no solo musicalmente sino también en cuanto a la portada que fue un buen trabajo realizado por Derek Riggs, el álbum alcanzaría la posición número uno en Finlandia y de sacar su tercer disco de oro. Las canciones destacadas son Hunting High and Low y A Million Light Years Away alcanzando las posiciones #2 en Finlandia, ya es la tercera vez consecutiva que Stratovarius lo consigue. Además de estrenar su tercer compilado 14 Diamonds. La canción "Infinity", es su tercera canción más larga, con 9 minutos, junto con la canción "Freedom".
La gira mundial de Stratovarius, incluiría por primera vez países como Hong Kong, México, El Salvador y Colombia, Junto con Sonata Arctica y Rhapsody.
Luego de la extensa gira, saldría a la venta el famoso DVD de la banda titulado Infinite Visions que incluiría muchas de las presentaciones de la banda alrededor del mundo. En un concierto cuando empezaban a tocar la canción S.O.S Kotipelto se quemó el brazo con los fuegos artificiales y a pesar de esto, siguió con el concierto. Por otra parte Timo Kotipelto participó con la banda Ayreon con su álbum Universal Migrator Part 2: Flight of the Migrator.
En el 2001 la discográfica editará Intermission, un álbum compilado de Lados B, incluyendo varios de los bonus tracks de discos anteriores, con algunas versiones como "I Surrender" de Rainbow y "Blood Stone" de Judas Priest covers y algunos temas en vivo. Además la banda Argentina Rata Blanca más Nightwish junto con Stratovarius realizan una nueva versión de la canción La leyenda del hada y el mago. Tolkki participa en el proyecto de Tobias Sammet titulado Avantasia con el álbum The Metal Opera.
En el 2002 tras las largas giras y los constantes álbumes hechos, la banda decide tomarse un respiro y trabajar en proyectos como solistas o en proyectos de invitados en algunas bandas de Metal. En ese periodo, Timo Tolkki saca su disco Hymn To Life y coopera con el proyecto musical de Tobias Sammet titulado Avantasia por segunda vez en su álbum The Metal Opera Part II. Por otra parte el teclista Jens Johansson participa en el álbum "Winterheart's Guild" de Sonata Arctica substituyendo a Mikko Harkin.
Además, Kainulainen participa en proyectos con Warmen en el álbum Beyond Abilities y en la canción "False News Travel Fast" del álbum Silence de Sonata Arctica.
Por otro lado Timo Kotipelto hace un proyecto musical titulado Kotipelto y saca su primer álbum titulado Waiting For The Dawn.

### Elements y las críticas
En el 2003 la banda lanzaría un álbum con dos partes, algo muy parecido a lo que hizo Helloween en sus inicios. La banda mostraría su canción Eagleheart en el año 2002, dos meses antes de lanzar el álbum oficialmente. La canción contenía muchos tintes de power metal, lo que la convirtió en una clásica del género. Pero el álbum contendría un sonido más enfocado al Neoclassical Metal que al power metal, así como canciones de muy larga duración. En enero se lanza el álbum Elements, Pt. 1 Para muchos fanes Stratovarius estaba decayendo, y para otros estaba experimentando nuevos rumbos. Cada vez más la consideraban una banda de culto. El álbum lleva la canción más larga que Infinity, Destiny y Visions. La canción "Elements" con sus 12 minutos de puro metal hecho con un coro grande al igual que Destiny. 
Después de lanzar Elements, Pt. 1 y tener una gira mundial, en el mes de abril sería lanzado el cuarto DVD "Live At Tuska" que fue un éxito, luego llegaría Elements, Pt. 2 ese mismo año. Consigo traería buenas y malas críticas. Cada vez más, Stratovarius experimentaba con nuevos sonidos más épicos, e incluso progresivos. En este caso, este álbum tenía un estilo épico, y algo en común con el sonido del clásico doom metal, como se ve claramente en la canción Alpha & Omega.
Junto con este álbum saldría un nuevo video de la banda, correspondiente a la canción "I Walk To My Own Song", que entraría en la posición número 9 en Finlandia. Asimismo, la canción anterior, Eagleheart, entraría en la posición número 2, como también hizo el álbum. Stratovarius presentó un show en vivo en Barcelona donde presentó su nuevo trabajo un álbum en vivo llamado "Elements In Barcelona".
Con estos dos álbumes, la banda conseguiría aún más fama de la que ya tenía. De aquí se deduce que adoptan un sonido un poco más comercial, que ayudó a la banda a alcanzar su objetivo. A fines del 2003 Stratovarius lanza su quinto DVD "Live In Japan". Timo Kotipelto por otra parte participó con Klamydia con su álbum "Seokset".

### La salida de Kotipelto y Michael, la llegada de Miss K y Anders Johansson
A fines del 2003, la relación entre los miembros de Stratovarius era la peor en casi veinte años de la banda. Los problemas psicológicos y de alcoholismo de Timo Tolkki llegaron a un punto cúlmine cuando despidió de la banda a Timo Kotipelto (cantante) y Jörg Michael (baterista).
En él 2004 la banda demuestra 2 DVD más: "Live In Italy" y el "Live At Roumanmari Festival" más el álbum en vivo de ese DVD, sin lamentar mucho la partida de los músicos, Tolkki se apresuró a anunciar a Anders Johansson (baterista de la banda Hammerfall y hermano de Jens) como el nuevo baterista, y a la ignota Katriina Wiialla –presentada solo como Miss K de entonces 30 años de edad, como la nueva vocalista. 
Las primeras fotos de la cantante publicadas en el sitio de la banda, en la que se la mostraba con sus manos llenas de sangre, fueron recibidas con mucho escepticismo por parte de los fanes y la prensa, sin mencionar que nadie conocía la voz a Miss K. 
Luego el 21 de febrero Tolkki, refirió haber tenido un ataque de pánico, tratando de calmarse, sintió que una voz le hablaba y decía "Kabbalah", pensando que era la voz de Cristo que le decía, busca un libro, "Enseñanzas de Kabbalah"... en fin él puso en la página que desde ahora tenía que estudiar el Kabbalah, además, dijo que Cristo le había pedido que se fotografiara él todo ensangrentado. Entre todo eso, salió que posiblemente Michael Kiske podría ser el nuevo vocalista de Stratovarius, pero como escribió en otro tópico, Kiske dijo rotundamente que no.
Por su parte, Kotipelto, continuó su trabajo en solitario. Durante la época oscura de Stratovarius ocurrida en 2004, Kotipelto decide concentrarse nuevamente en su carrera de solista, y nace así su segunda placa discográfica, Coldness, disco que a diferencia del primero, no es un álbum conceptual, sino un álbum muy profundo y personal, lo cual es notorio en toda la composición. 
Los temas, reflejan el estado emocional por el que Kotipelto pasaba en esos momentos. Por su parte Michael tocó en con los legendarios Saxon. Luego de la oportuna intervención de Jens, que logró limar las asperezas entre Timo Tolkki y sus excompañeros de banda, Stratovarius volvería con un nuevo disco homónimo dos años después, y su exvocalista se convertiría en solo un recuerdo, recibiendo apenas unas tibias palabras de agradecimiento en el CD. Timo Tolkki luego pidió disculpas por su comportamiento.
En ese año, con la cantante Katriina Wiialla y Timo Tolkki , se grabó un nuevo álbum, titulado Pop-Killer, pero el álbum no fue publicado.

### La salida de Timo Tolkki

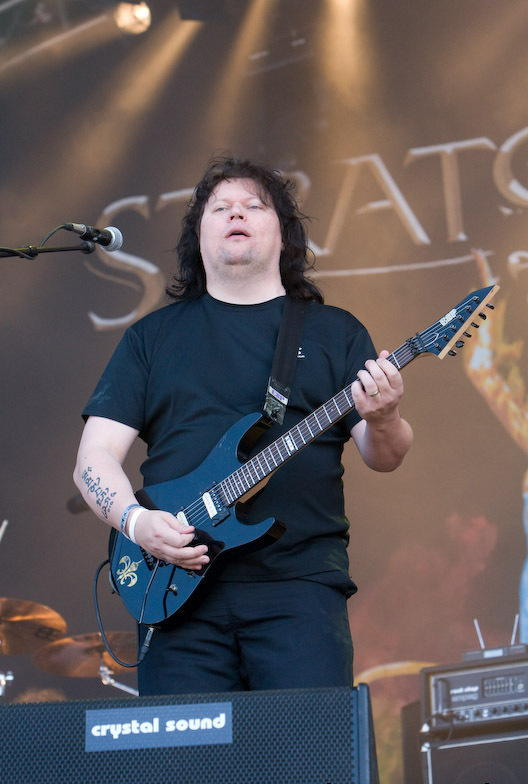
Timo Tolkki, exguitarrista de la banda.

En enero de 2005, se anunció que Stratovarius había reunido la antigua alineación. En junio de 2005, Tolkki anunció que el bajista de la banda, Jari Kainulainen, había dejado la banda debido a motivos personales. Fue sustituido por Lauri Porra, un joven músico finlandés.
Stratovarius luego lanzó el auto-titulado álbum Stratovarius (álbum) en septiembre de 2005, el cual genera polémica entre sus seguidores y es duramente criticado por alejarse del estilo power-sinfónico que siempre los ha caracterizado, ya que este álbum no contiene ninguno de los elementos mencionados, más bien es un disco que podría considerarse dentro del hard rock con influencias ochenteras y un nuevo videoclip llamado Maniac Dance fue revelado en agosto. 
Durante este tiempo, Stratovarius inicia una gira mundial, comenzando en Argentina, que incluyó un tramo de América del Norte, donde recorrió los Estados Unidos y Canadá por primera vez en la historia de la banda. Se desempeñó en eventos como la Atlanta ProgPower, y así en lugares conocidos como BB King's House of Blues en Nueva York y Filadelfia Teatro del Trocadero. La gira también incluyó Europa y ciudades japonesas. Además. la banda lanza el décimo álbum en vivo "Live In Montreal" . Timo Kotipelto fue nuevamente elegido para grabar un álbum más con Warmen con su trabajo Accept the Fact.
En septiembre de 2006 se lanza al mercado el nuevo compilado titulado Black Diamond: The Anthology. el que contiene las 30 canciones más famosas del grupo a lo largo de su historia. Además Kotipelto participó con los chicos de Leningrad Cowboys cantando versiones en vivo como "Let´s Have A Party" y "I will stay".
En 2007, en el último recital que tuvo Timo Tolkki con la banda en España, Timo le preguntó a Kotipelto que si él pudiese cantar la canción de Elvis Presley "Can´t Help Falling in Love", solo muy poca gente se dio cuenta de que le pertenecía a Elvis, en aquel recital Tolkki lloró frente a sus fanes ya que era el último show con Stratovarius, al terminar el show se despidió de sus fanes y le deseó lo mejor a Stratovarius. Por otra parte Kotipelto lanza en abril el nuevo álbum en solitario Serenity (Kotipelto album) con la colaboración de Lauri Porra.

### La revelación de Revolution Renaissance
En febrero del 2008 Timo Tolkki reveló la nueva banda llamada Revolution Renaissance y en marzo reveló el nuevo álbum en solista de Tolkki titulado Saana – Warrior of Light Pt 1.
Después de un largo período de silencio, el 4 de marzo de 2008, Timo Tolkki declaró oficialmente la disolución de Stratovarius en su sitio web.
Las tensiones internas dentro de la banda se citaron como la causa, diciendo que Lauri Porra y Jens Johansson eran su único apoyo, Jörg Michael se centró más en su período de sesiones de trabajo, y Kotipelto fue el mejor para tener una banda por sí mismo. La banda tenía previsto lanzar un nuevo álbum de estudio cuyo nombre lo habrían dejado en código, "R..... R.....", en el 2008. En lugar de ello, Tolkki creó un nuevo grupo llamado "Revolution Renaissance", cuyo nombre es el nombre del que sería el siguiente disco de Stratovarius y que las canciones del primer álbum serían precisamente las canciones que estarían en "R..... R......".
Saldría entonces el disco de la "nueva" agrupación de Tolkki donde aparecen conocidos cantantes como Michael Kiske y Tobias Sammet entre otros. Sin embargo los miembros restantes de Stratovarius liberarían por la red el demo de "Revolution Renaissance" el disco con exactamente las mismas canciones pero interpretadas por la alineación original.
Los miembros restantes de Stratovarius publicaron una declaración en línea para dar su versión de la historia. Llegaron a la conclusión de decir que las razones de Timo Tolkki fueron financieras. Además aseguraron que seguirían juntos ya que se lo deben a sí mismos y a sus fanes.
Al poco tiempo, Tolkki da una declaración final en la cual da a conocer la renuncia a los derechos del nombre de Stratovarius, así como a todas las ganancias de su fondo de catálogo, cediéndolos a Timo Kotipelto, Jens Johansson y Jörg Michael. 
En abril de 2008 Timo Tolkki abandonó Stratovarius y dejó atrás los problemas y las deudas, dando su bendición a los otros miembros para continuar con la banda y el caso legal. Los demás miembros se encontraron en un limbo legal y una gran deuda, pero aun así continuaron trabajando. Un cambio se dio cuando finalmente se llegó a un acuerdo con Sanctuary a finales del 2008.
En una entrevista, Timo Kotipelto, Jens Johansson y Lauri Porra, han anunciado que entre finales del 2008 y principios del 2009 comenzarán a componer un nuevo disco.
Luego, a finales del 2008 Stratovarius anunció quién sería el que remplazará a Tolkki, un joven guitarrista finlandés, Matias Kupiainen, quien aparece en un vídeo subido a YouTube por los mismos integrantes llamado "Work in Progresser" donde se aprecian las sesiones de ensayo del nuevo disco, también incluye una parte de lo que sería una canción de su futuro álbum.
En una entrevista Timo Tolkki confirma que les cedió todos los derechos de Stratovarius lo que indica que continuarán con el mismo nombre.

### Nueva era: Polaris y Elysium
En 2009 Timo Kotipelto revela en enero la nueva banda formada por él y los ex de Sonata Arctica titulado Cain's Offering con su nuevo trabajo Gather The Faithful que dio la luz el 22 de julio de 2009. Además la banda Stratovarius estrena su nuevo álbum titulado Polaris un álbum melódico, poderoso, fresco, bien armado y técnicamente elaborado, que salió a la venta a finales de mayo del 2009 y fue seguido de conciertos en una serie de festivales en Europa entre junio y julio, y de una gira mundial entre septiembre y octubre que se inició en Polonia e incluyó países de Asia, Norteamérica y Sudamérica, siendo su última presentación en Lima, Perú, el 24 de octubre de 2009. Alcanzó a estar en las posiciones # 2 en Finlandia es el primer álbum que participa el nuevo guitarrista Matias Kupiainen. Las canciones destacadas son 2 sencillos Deep Unknown y Higher We Go. En la segunda mitad del 2009, Stratovarius empieza su Tour Polaris 2009 recorriendo varios países de Europa y luego pasando por EE. UU., México, Chile, Argentina, Ecuador, concluyendo la gira en Perú. Además se lanzaría el nuevo DVD llamado "Live In Chile" en el mismo año.
En 2010 se sacó a la venta una reedición del álbum Polaris Live con diverso material en directo grabado durante el Polaris Tour, titulado Polaris live (Special Edition) sería su undécimo álbum y el último por ahora. En septiembre del 2010, se anunció el comienzo de la grabación del segundo álbum de Stratovarius con Matias Kupiainen en la guitarra eléctrica. Antes de lanzar el álbum oficialmente se editará el Darkest Hours EP, con dos de los nuevos temas de su nuevo álbum: Darkest Hours e Infernal Maze, la demo de Darkest Hours y dos grabaciones en directo correspondientes a Against The Wind y Black Diamond. 
Saldrá a la venta el 26 de noviembre. Además, para promocionar el nuevo álbum, Stratovarius irá de gira como invitado de Helloween en su gira Seven Sinners Tour.
Recientemente se ha conocido que el baterista de Stratovarius Jörg Michael sufre cáncer, del cual ha sido operado. Este hecho ha implicado que no pueda participar en la gira del grupo, siendo temporalmente sustituido por Alex Landenburg.
En 2011 la banda libera su nuevo álbum titulado Elysium, que en tan solo en una semana el álbum alcanzó a estar en el puesto número #1 en Finlandia y otorgar nuevo disco de oro. Las canciones destacadas son Infernal Maze, Under Flaming Skies, Darkest Hours; Sin embargo, si hay un tema que brilla con luces propias y que merece un análisis aparte, es “Elysium”, corte homónimo y que se transforma en la canción más larga de la historia de la banda, con 18 minutos de duración. Como un tren, es un tema que tiene varios vagones en su extensión. Un inicio suave, un medio tiempo elegante que nos relata actitud positiva frente a lo venidero. El “I´m not afraid anymore” probablemente sea la línea más emblemática, y la que pega con más fuerza en esta parte. El corte va tomando fuerza conforme va avanzando, con arreglos de guitarras muy buenos, y un Johannson en un segundo plano que le viene muy bien, salvo cuando interviene en la parte de los solos, en donde hace muy buena dupla con Kupianen. Por otra parte el baterista Jörg Michael se recupera del cáncer y regresa con la banda a terminar la gira con Helloween. Este año Stratovarius revela su nuevo y esperado videoclip de su glorioso álbum "Elysium" Under Flaming Skies el primer corte de su gran obra, fue grabado en vivo en los estudios Edel Music.
El 20 de junio de 2012 se anuncia nuevo baterista para la banda de nombre Rolf Pilve.

## Discografía

### Álbumes de estudio
| Título                 | Discográfica  | Año  | Lanzamiento              |
| Fright Night           | CBS Finland   | 1989 | 11 de mayo de 1989       |
| Twilight Time          | Noise Records | 1992 | 20 de febrero de 1992    |
| Dreamspace             | Noise Records | 1994 | 9 de febrero de 1994     |
| Fourth Dimension       | Noise Records | 1995 | 11 de abril de 1995      |
| Episode                | Noise Records | 1996 | 22 de abril de 1996      |
| Visions                | Noise Records | 1997 | 28 de abril de 1997      |
| Destiny                | Noise Records | 1998 | 5 de octubre de 1998     |
| Infinite               | Nuclear Blast | 2000 | 28 de febrero de 2000    |
| Intermission           | Nuclear Blast | 2001 | 28 de mayo de 2001       |
| Elements, Pt. 1        | Nuclear Blast | 2003 | 27 de enero de 2003      |
| Elements, Pt. 2        | Nuclear Blast | 2003 | 27 de octubre de 2003    |
| Stratovarius           | Sanctuary     | 2005 | 5 de septiembre de 2005  |
| Polaris                | Edel Music    | 2009 | 15 de mayo de 2009       |
| Elysium                | Edel Music    | 2011 | 12 de enero de 2011      |
| Nemesis                | Edel Music    | 2013 | 22 de febrero de 2013    |
| Eternal                | Edel Music    | 2015 | 11 de septiembre de 2015 |
| Enigma: Intermission 2 | Edel Music    | 2018 | 28 de septiembre de 2018 |
| Survive                | Edel Music    | 2022 | 23 de septiembre de 2022 |

## Premios
- Grammy Finlandés a mejor álbum 1998.
- Trofeo Emma Finlandes 1998
- Mejor video en Finlandia 1998.
- Gods Of Metal 1998
- Mejor canción de Metal en Europa de los años 90.
- Canción más rápida en Europa 1996.
- Master Of Rock 2012
- Master Of Rock 2015